# 石井街道 (吉林市)
石井街道，是中华人民共和国吉林省吉林市丰满区下辖的一个乡镇级行政单位。

## 行政区划
石井街道下辖以下地区：
冰箱社区、莲波社区和江炼社区。